# Сантос-Дюмон, Альберто
Албе́рту Са́нтус-Думо́нт (порт. Alberto Santos-Dumont), также Альбе́рто Санто́с-Дюмо́н (20 июля 1873 — 23 июля 1932) — пионер авиации,  мировая знаменитость «прекрасной эпохи». Родился и умер в Бразилии, однако большую часть взрослой жизни провёл во Франции, где осуществил все свои достижения в авиации.
Разработал, построил и испытал первый практически пригодный управляемый воздушный шар, доказал возможность регулярного осуществления контролируемых полётов на дирижаблях, а также совершил первый в Европе публичный полёт на аэроплане (Париж, 23 октября 1906 года). Этот самолёт, получивший название 14-bis и прозванный «Хищная птица» (Oiseau de proie), как полагают сторонники приоритета Сантос-Дюмона, был первым взлетавшим, летевшим и приземлившимся аппаратом тяжелее воздуха, для запуска которого не использовались катапульты, сильный ветер, рельсы для запуска, а также иные внешние приспособления и погодные факторы. 

## Детство
Алберту Сантус-Думонт родился на фазенде Кабангу (порт. Cabangu) в бразильском городе Палмира (штат Минас-Жерайс) (ныне этот город носит имя Сантус-Думонт). Он был шестым ребёнком в семье, где было восемь детей. Его мать, представительница местного дворянства, носила фамилию Сантус и имела португальские и русские корни. Его отец, Анри Дюмон, проживающий во Франции, имел русские корни. Анри Дюмон, инженер по профессии, сделал немало технических усовершенствований, которые позволили облегчить ручной труд на принадлежавших ему обширных кофейных плантациях, расположенных преимущественно в штате Сан-Паулу, настолько, что он нажил большое состояние и был известен как один из «кофейных королей» Бразилии. 
С детства Алберту был увлечён машинами, с малых лет он научился управлять паровыми тракторами и локомотивом, которые использовались на семейной плантации. Он также зачитывался книгами Жюля Верна, к десяти годам прочитал все доступные ему книги. В своей автобиографии он писал, что мечта о полёте пришла к нему в то время, когда он долгими солнечными днями на плантации смотрел на прекрасное небо Бразилии.
Согласно традициям богатых семейств того времени, после получения начального образования, которое дали ему дома частные преподаватели и родители, молодой Альберто был отослан один в большой город, чтобы получить среднее образование. Некоторое время он учился в колледже «Культ науки» (порт. Colégio Culto à Ciência) в Кампинасе.

## Переезд во Францию
В 1891 году во время осмотра техники Анри Дюмон попал в аварию. Он упал с лошади, что стало причиной параплегии. После этого он решил продать плантацию и вместе с женой и младшими детьми переехать в Европу. В семнадцать лет Алберту оставил престижную Эсколу де Минас в Ору-Прету ради переезда в Париж. Первым поступком, который он совершил, стала покупка автомобиля[прояснить]. Позднее он стал изучать физику, химию, механику и электричество с помощью частного преподавателя.

## Воздушные шары и дирижабли
Алберту Сантос-Думонт, которого в Париже стали называть на французский манер Альберто Сантос-Дюмоном, считал себя первым «воздушным спортсменом». Он начал с полётов на воздушных шарах в качестве пассажира, нанимая опытного воздухоплавателя, но уже в скором времени стал сам совершать самостоятельные полёты, а затем и проектировать собственные модели воздушных шаров. В 1898 году он совершил первый полёт на воздушном шаре собственной разработки, который назывался «Бразилия» («Brésil»).
После многочисленных полётов на воздушных шарах он перестал довольствоваться простым дрейфом по ветру и увлёкся проектированием управляемых воздушных шаров — дирижаблей.
С 1898 по 1905 годы Сантос-Дюмон построил и совершил полёты на 11 дирижаблях; некоторые из них были оснащены педальным приводом, некоторые двигателем. Ограничения управления воздушным движением появились лишь несколько десятилетий спустя, в то время можно было летать над парижскими бульварами на уровне крыш домов безо всяких ограничений, и Сантос-Дюмон мог в одном из своих дирижаблей приземлиться перед каким-нибудь открытым кафе на завтрак. Однажды рано утром он прилетел на дирижабле к своей собственной квартире по адресу Рю Вашингтон, 9, прямо напротив Елисейских полей, недалеко от Триумфальной арки.
Наибольшим его достижением в воздухоплавании стал выигрыш приза Дойча де ла Мерта (фр. Deutsch de la Meurthe). Чтобы получить этот приз, необходимо было пролететь от парка Сен-Клу до Эйфелевой башни и обратно, покрыв расстояние в 11 км менее чем за тридцать минут, то есть поддерживать среднюю скорость относительно земли не менее 22 км/час.
Чтобы выиграть приз Дойча де ла Мерта, Сантос-Дюмон принял решение о постройке большого дирижабля, который получил Сантос-Дюмон номер 5. 8 августа 1901 года во время одного из подъёмов дирижабль потерял много водорода, начал спускаться и столкнулся с крышей отеля Трокадеро. Произошёл большой взрыв, но Сантос-Дюмон не получил никаких травм, он повис в гондоле со стороны входа в гостиницу, откуда ему помогли подняться на крышу.
19 октября того же года после нескольких попыток Сантос-Дюмон достиг поставленной задачи на дирижабле Сантос-Дюмон номер 6. Сразу после полёта вспыхнули споры относительно введённого в последние минуты правила, которое касалось точного определения времени полёта. Был большой резонанс в прессе и общественные протесты. В конце концов, после нескольких дней обсуждений, оргкомитет вручил Сантос-Дюмону приз и премию в 100 000 франков. Половину из этих денег он пожертвовал беднякам Парижа, вторая половина досталась его работникам в качестве премии.
Достижения Сантос-Дюмона в воздухоплавании сделали его знаменитым не только в Европе, но и во всём мире. Он выиграл ещё несколько престижных призов и стал другом многих миллионеров, пионеров авиации и членов королевских семей. В 1903 Аида Д’Акоста Брекинридж самостоятельно управляла дирижаблем Сантос-Дюмона, став первой в мире женщиной, управлявшей дирижаблем. В 1904 он посетил США и был приглашён в Белый дом на встречу с президентом США Теодором Рузвельтом.
Сантос-Дюмон имел огромную популярность. Парижане дали ему прозвище le petit Santos (малыш Сантос). Модники копировали различные элементы стиля его одежды, от цветных рубашек до панамы. Он был видным деятелем его родной Бразилии.

## Аппараты тяжелее воздуха
Сантос-Дюмон продолжал работать над дирижаблями, но вскоре заинтересовался летательными аппаратами тяжелее воздуха. К 1905 он завершил работу над своим первым проектом самолёта, а также вертолёта. Главным его достижением стал полёт 23 октября 1906 года, когда он поднялся в воздух на самолёте Сантос-Дюмон14-бис и пролетел расстояние 60 метров на высоте двух—трёх метров. Полёт происходил в присутствии в присутствии множества свидетелей, был задокументирован и подтверждён «Французским аэроклубом». Это был первый в Европе документированный полёт на аппарате тяжелее воздуха с двигателем, а также первый в мире наблюдаемый большим количеством людей полёт самолёта, взлетевшего при спокойной погоде с земли с несъёмным шасси и с использованием только собственного двигателя; таким образом было доказано, что аппараты тяжелее воздуха принципиально могут самостоятельно взлетать. Выполнив этот полёт, Сантос-Дюмон выиграл Приз Аршдекона, основанный французом Эрнестом Аршдеконом в июле 1906, который должен был быть вручен первому лётчику, пролетевшему более 25 метров только с помощью собственного двигателя.
12 ноября 1906 года Сантос-Дюмон установил первый мировой рекорд в авиации, пролетев 220 метров менее чем за 22 секунды.
Сантос-Дюмон внёс значительный вклад в конструкцию самолёта. Он впервые использовал подвижные поверхности между крыльями (предшественники элеронов), что позволило получить большую боковую стабильность, чем у крыла «14—бис» с положительным углом, а также стремился достигнуть существенного улучшения отношения мощности двигателя к весу и в целом значительно усовершенствовал технологию строительства самолётов.
Последним проектом Сантос-Дюмона стало создание серии из четырёх монопланов «Демуазель» («Demoiselle») (номера от 19 до 22). Эти самолёты использовались в качестве собственного транспортного средства Сантос-Дюмона, и он охотно разрешал другим копировать его проект. Фюзеляж состоял из специально укреплённого бамбукового лонжерона, а пилот сидел низко между главными колёсами трёхколёсного шасси. В «Демуазель номер 20» было применено значительное новшество — в полёте он частично управлялся приспособлением на хвосте, которое функционировало и как руль высоты, и как руль направления, и для перекоса крыла.

## Спор о первенстве с братьями Райт
В Бразилии Сантос-Дюмона считают изобретателем самолёта в связи с официальным и общественным признанием полёта «14-бис», а также некоторыми техническими деталями (см. ниже). Эта точка зрения традиционно была официальной позицией бразильского правительства.
Первый самолёт братьев Райт мог совершить управляемый полёт, однако не мог самостоятельно взлететь, ему был необходим для взлёта сильный встречный ветер, а также рельсы для запуска. Кроме того, ни один из ранних аппаратов братьев Райт не мог взлететь самостоятельно при спокойном ветре с поверхности земли, как это было осуществлено на 14-бис.
В большинстве стран мира честь первого полёта на аппарате тяжелее воздуха приписывается братьям Райт, которые совершили полёт длиной 39 м за 12 секунд 17 декабря 1903 г. в Китти-Хоуке (Северная Каролина).
Сторонники приоритета братьев Райт указывают, что использование наземных рельсов было обусловлено выбором места для испытаний — песок в Китти-Хоуке и заросшее пастбище в прерии Хаффмана — а не относительно гладкие и устойчивые парковые газоны, доступные Сантос-Дюмону, что не было связано с аэродинамическими проблемами их проекта. Соответственно, катапульта, использовавшаяся в прерии Хаффмана, позволила применять относительно короткие рельсы на земле, что позволило избежать отнимающей много времени тяжёлой работы по прокладке длинного железнодорожного полотна, необходимого для запусков без катапульты.
Полёты братьев Райт были зафиксированы беспристрастными свидетелями, а также их служащими. Сторонники приоритета полёта братьев Райт также указывают на то, что, хотя сильный встречный ветер был необходим, самолёт перемещался, используя тягу собственных двигателей, и что братья Райт были первыми, осуществившими эффективное управление самолётом, что сделало возможным полёт при небольшом ветре и даже безветрии. Они использовали механизмы управления самолётом задолго до других самолётов, включая «14-бис» Сантос-Дюмона. Братья Райт также точно описали несколько принципов полёта (включая аэродинамику и чертежи пропеллера), которые их предшественники описали неточно или не описали вообще.
Постройка точных копий первого самолёта братьев Райт усилила споры относительно приоритета первого полёта в последние годы. Многие из этих копий были построены с учётом современных знаний об аэродинамике, но только некоторые из них поднялись в воздух. Некоторые копии не смогли взлететь в присутствии зрителей. Однако по крайней мере одна летавшая точная копия была построена без каких-либо конструкционных изменений. Этот самолёт, часть проекта Опыт Райт, был воссоздан с помощью кропотливого исследования оригинальных документов, фотографий и деталей оригинального Флайера и, как полагают, является точной копией. Проект Опыт Райт имел цель постройки точной копии первого самолёта братьев Райт, чтобы удостовериться, мог ли он действительно летать. Этот аппарат произвёл несколько успешных полётов.
С другой стороны, большинство копий «14-бис» летало без каких-либо проблем.
Большая часть споров о приоритете Сантос-Дюмона или братьев Райт явилась результатом их различного подхода к демонстрации и опубликованию результатов своих опытов. Сантос-Дюмон совершал свои полёты публично, часто приглашал на них научную элиту того времени, жившую в Париже. Братья Райт, напротив, были обеспокоены защитой своих секретов, они считали свои разработки коммерческой тайной и патентовали их, поэтому совершали свои первые полёты в отдалённых местах, без присутствия свидетелей-иностранцев. Защита их приоритета была также усложнена претензиями других американских энтузиастов авиации и споров о патентах. В ноябре 1905 Французский аэроклуб узнал о полёте братьев Райт длиной 39 м. Он отправил корреспондента для того, чтобы он мог получить информацию на месте. В январе 1906 члены Французского аэроклуба получили подтверждение результатов, что вызвало большое удивление результатами Райт. Аршдекон послал письмо в адрес Райт, требуя, чтобы они прибыли во Францию, однако братья Райт на вызов не ответили. Таким образом, авиационное сообщество (центром которого в то время был Париж), признало, что приоритет принадлежит Сантос-Дюмону. В результате многие члены клуба, французы и граждане других европейских стран, признали полёт братьев Райт фальсифицированным и отдали первенство первого полёта Сантос-Дюмону.
Ранние сообщения о работах братьев Райт и опубликование информации об основных характеристиках их проекта при получении европейского патента в 1904 безусловно помогли многим разработчикам самолётов в последующие годы, в том числе и Сантос-Дюмону. Успеху Сантос-Дюмона также способствовал прогресс в двигателестроении, технологии строительства аппаратов и новые конструкционные материалы, что имело место в последующие после полёта Райт годы.
Существовало большое количество аппаратов тяжелее воздуха, которые тем или иным способом поднимались в воздух, либо существуют свидетельства об их полётах. Например, в СССР долгое время изобретателем самолёта считался Александр Фёдорович Можайский, который по сообщениям совершил полёт на аппарате тяжелее воздуха с двигателем ещё в 1884. Споры о том, кто совершил первый полёт на аппарате тяжелее воздуха с двигателем, всё ещё ведутся. Например, за удовлетворяющий условиям аппарат принимают планёр, маленькие двигатели которого работают с перебоями; также идут споры относительно технологии взлёта и высоты первых полётов.
Братья Райт и Сантос-Дюмон имели кардинально различные взгляды на военное использование самолётов. Братья Райт создавали свой аппарат изначально для военного использования в армии США (предполагалось, что для разведки), Сантос-Дюмон в поздние годы жизни был активным противником военного применения авиации.

## Наручные часы
Наручные часы были уже изобретены в 1868 году Patek Philippe, однако своей популярности среди мужчин в начале 20-го столетия они во многом обязаны Сантос-Дюмону. До этого наручные часы носили исключительно женщины (как драгоценности), мужчины же использовали карманные часы.
В 1904 при праздновании его получения Приза Дойча де ла Мерта в Ресторане Максим в Париже, Сантос-Дюмон пожаловался своему другу Луи Картье о сложностях использования карманных часов во время полёта. Сантос-Дюмон тогда попросил Картье найти альтернативу, которая позволит ему использовать обе руки для управления полётом. В результате проблема была решена, и фирма Cartier создала часы с кожаным ремешком и маленькой застежкой для ношения на запястье.
Сантос-Дюмон никогда не снимал свои персональные наручные часы Картье, он использовал их, чтобы зафиксировать собственный рекорд полёта на 220 м, длительность которого составила двадцать одну секунду, 12 ноября 1906. Часы Сантос-Дюмона были официально выставлены 20 октября 1979 в Парижском музее искусств рядом с Демуазель 1908 года, последним построенным самолётом Сантос-Дюмона.
На сегодняшний день одна из коллекций часов Cartier носит название в честь авиатора — Santos de Cartier.

## Поздние годы
Сантос-Дюмон продолжал строить и пилотировать самолёты. Его последний полёт в качестве пилота был совершён на «Демуазель» 4 января 1910 года. Полёт завершился авиакатастрофой, однако её причины так никогда и не были определены. Было несколько свидетелей этого события, но не было никаких описаний этого происшествия.
Сантос-Дюмон серьёзно заболел несколько месяцев спустя. У него двоилось в глазах и он испытывал головокружение, что лишило его возможности передвигаться, не только летать. Ему был поставлен диагноз рассеянный склероз. Сантос-Дюмон уволил сотрудников и закрыл свою мастерскую. Его болезнь скоро привела к прогрессирующей депрессии.
В 1911 году Сантос-Дюмон переехал из Парижа к морю во французскую деревню Бенервиль, где стал заниматься астрономией. Местные жители, которые были слабо наслышаны о его известности и достижениях в Париже несколькими годами ранее, обратили внимание на его телескоп немецкого производства и необычный акцент, приняв его за немецкого шпиона, отслеживающего перемещения французского военного флота. Эти подозрения в конечном счёте привели к аресту Сантос-Дюмона французской военной полицией. Получив сильный стресс, усугублённый его болезнью, он сжёг все свои бумаги, чертежи и заметки. В результате немногое из оригинальной технической документации Сантос-Дюмона сохранилось до сегодняшнего дня.
В 1918 (по некоторым источникам в 1916) году он оставил Францию, чтобы возвратиться на родину и более никогда не возвращаться в Европу. Его возвращение в Бразилию было омрачено трагедией. Двенадцать членов бразильского научного сообщества зафрахтовали гидросамолёт с намерением поприветствовать возвращающегося летчика на лайнере «Кап Аркона». Однако гидросамолёт потерпел крушение, и все находящиеся на борту погибли. Эта катастрофа усугубила депрессию Сантос-Дюмона.
В Бразилии Сантос-Дюмон приобрёл маленький участок на холме в городе Петрополис, в горах около Рио-де-Жанейро, и в 1918 году построил небольшой дом, который со временем заполнился различными механизмами, в том числе горячий душ, работающий на спирте, собственной разработки. Он имел обыкновение проводить летнее время дома, чтобы избежать жаркой погоды в Рио-де-Жанейро в этот период; свой дом он назвал «Encantada» (Очарованный), по названию улицы «Rua do Encanto» (Очарованная улица).

## Личная жизнь
Сантос-Дюмон отличался низким ростом и малым весом. Чтобы не казаться лилипутом, он носил обувь с высокой подошвой. Иностранные журналисты описывали его как манерного денди. Он вёл холостяцкий образ жизни и не имел романов с женщинами.
Вместе с тем достоверно известно, что Сантос-Дюмон имел платоническую привязанность к замужней женщине кубино-американского происхождения, которую звали Аида де Акоста (англ. Aida de Acosta Root Breckinridge, 1884—1962). Она — единственный человек, которому Сантос-Дюмон когда-либо разрешал лететь на своём дирижабле. После полёта на дирижабле Сантос-Дюмона «Номер 9» она, вероятно, стала первой женщиной-пилотом аппарата, поднявшегося в воздух, с мотором, и первой женщиной пилотом дирижабля в частности. До конца своей жизни Сантос-Дюмон держал её карточку на своём столе рядом с вазой свежих цветов.

## Смерть
Болезнь Альберто Сантос-Дюмона прогрессировала, его угнетал рассеянный склероз и то, что самолёты стали активно использоваться в военных целях. Он совершил самоубийство, повесившись в городе Гуаружа, штат Сан-Паулу 23 июля 1932 года. Был похоронен на кладбище Святого Иоанна Крестителя в Рио-де-Жанейро. Установлено множество памятников Сантос-Дюмону, его дом в Петрополисе является его музеем. Он никогда не был женат и неизвестно, чтобы у него были дети.

## Память
- Сантос-Дюмон — маленький ударный кратер расположенный в северной части гор Апеннины на видимой стороне Луны.
- Именем авиатора назван город Сантус-Думонт в штате Минас-Жерайс, Бразилия. Территория фермы Кабангу, где он родился, сегодня находится на территории города. Его именем также названа группа частных высших учебных заведений города - Faculdades Santos Dumont.
- Город Думонт в штате Сан-Паулу, около Рибейран-Прету, получил такое название в связи с тем, что здесь находились с 1870 по 1890 крупнейшие в мире плантации кофе, принадлежавшие отцу Сантос-Дюмона. Он продал её в 1896 британской компании, которая носит название Dumont Coffee Company.
- Аэропорт, обслуживающие местные рейсы, в Рио-де-Жанейро также носит его имя (см. Сантос-Дюмон (аэропорт))
- Родовия Сантос Дюмон — шоссе в штате Сан-Паулу.
- Медаль Сантос-Дюмона вручается командованием ВВС Бразилии за достижения в авиации. Аналогичная медаль вручается правительством штата Минас-Жерайс.
- Réseau Santos-Dumont — совместная сеть университетов Франции и Бразилии, начала работу по решению министерств образования обеих стран в 1994 году, охватывает 26 университетов в обеих странах.
- Лицей в Сен-Клу, Lycée Polyvalent Santos-Dumont, также носит имя авиатора
- Десятки тысяч улиц, авеню, площадей, школ, памятников, и т. п., носят имя национального героя Бразилии.
- Самолёт президента Бразилии, Airbus Corporate Jet, бортовой номер FAB2101, носит имя Альберто Сантос-Дюмона.
- Ещё при жизни авиатора в Салвадоре в 1904 году был основан футбольный клуб, названный в честь Сантоса-Дюмона. Клуб выиграл первенство штата Баия в 1910 году, однако в 1913 году прекратил существование.
- Золотая Медаль Сантос-Дюмона (недоступная ссылка) учреждена FAI (Баллонной комиссией Международной Авиационной Федерации)  в 1994 году. Медаль присуждается ежегодно за успехи в воздухоплавательном спорте в классе дирижаблей, либо за развитие и значительный вклад в дирижабельный спорт по результатам года. Всего было изготовлено сто медалей. На данный момент вручено только одиннадцать.